# 长沙地铁1号线
长沙地铁1号线是服务于长沙市的一条南北向轨道交通骨干线，其标志色为红色。北起金盆丘站，沿芙蓉北路向南，穿越北二环、浏阳河、北辰三角洲，进入黄兴路由北向南，经劳动路回到芙蓉路，向南过南三环后止于尚双塘站，沿途经过开福区、芙蓉区、天心区。
长沙地铁一号线于2010年12月26日动工兴建，一期线路于2016年6月28日试运营。目前全线共设置25座车站，其中22座地下车站，3座高架车站；设有尚双塘车辆段，盛世、铁院2座主变电站，与长沙地铁2号线共用火车站控制中心。
1号线北延一期工程自2020年底正式开工建设，2021年12月底，首台盾构始发。2022年3月，全线车站全部封顶。2023年3月，全线盾构区间“洞通”。2023年10月27日，全线正线贯通。2023年12月8日，全线“轨通”。2024年6月28日开通金盆丘至开福区政府段。

## 車站及接駁路線

### 车站列表
| 分期      | 车站名称    | 英文名称                  | 里程 （米） | 站间距 （米） | 换乘                          | 行政区        | 开通日期      | 站台设计               | 开门方向          |
| --------- | ----------- | ------------------------- | ----------- | ------------- | ----------------------------- | ------------- | ------------- | ---------------------- | ----------------- |
| 北延 一期 | 金盆丘      | Jinpenqiu                 | 0           | 0             | 不適用                        | 开福区        | 2024年6月28日 | 高架三层岛式站台       | 左侧              |
| 北延 一期 | 金霞        | Jinxia                    | 1959        | 1959          | 不適用                        | 开福区        | 2024年6月28日 | 高架三层岛式站台       | 左侧              |
| 北延 一期 | 鹅羊山      | Eyangshan                 | 3994        | 2035          | 不適用                        | 开福区        | 2024年6月28日 | 地下二层岛式站台       | 左侧              |
| 北延 一期 | 秀峰山      | Xiufengshan               | 5924        | 1930          | 不適用                        | 开福区        | 2024年6月28日 | 地下二层岛式站台       | 左侧              |
| 北延 一期 | 宿龙桥      | Sulongqiao                | 8044        | 2120          | 不適用                        | 开福区        | 2024年6月28日 | 地下二层岛式站台       | 左侧              |
| 一期      | 开福区政府  | Kaifu District Government | 10081       | 2037          | 不適用                        | 开福区        | 2016年6月28日 | 地下二层岛式站台       | 左侧              |
| 一期      | 马厂        | Machang                   | 11310       | 1229          | 不適用                        | 开福区        | 2016年6月28日 | 地下二层岛式站台       | 左侧              |
| 一期      | 北辰三角洲  | Beichen Delta             | 13149       | 1839          | 不適用                        | 开福区        | 2016年6月28日 | 地下二层岛式站台       | 左侧              |
| 一期      | 开福寺      | Kaifu Temple              | 14754       | 1605          | 长株潭城际铁路（S1） 开福寺站 | 开福区        | 2016年6月28日 | 地下二层岛式站台       | 左侧              |
| 一期      | 文昌阁      | Wenchangge                | 15766       | 1012          | 6号线                         | 开福区        | 2016年6月28日 | 地下二层岛式站台       | 左侧              |
| 一期      | 培元桥      | Peiyuanqiao               | 16603       | 837           | 不適用                        | 开福区        | 2016年6月28日 | 地下三层岛式站台       | 左侧              |
| 一期      | 五一广场    | Wuyi Square               | 17801       | 1198          | 2号线                         | 芙蓉区 天心区 | 2016年6月28日 | 地下二层侧式站台       | 右侧              |
| 一期      | 黄兴广场    | Huangxing Square          | 18470       | 669           | 不適用                        | 芙蓉区 天心区 | 2016年6月28日 | 地下三层岛式站台       | 左侧              |
| 一期      | 南门口      | Nanmenkou                 | 19133       | 663           | 不適用                        | 天心区        | 2016年6月28日 | 地下二层岛式站台       | 左侧              |
| 一期      | 侯家塘      | Houjiatang                | 20504       | 1371          | 3号线                         | 天心区        | 2016年6月28日 | 地下二层岛式站台       | 左侧              |
| 一期      | 南湖路      | Nanhu Road                | 21547       | 1043          | 不適用                        | 天心区 雨花区 | 2016年6月28日 | 地下二层岛式站台       | 左侧              |
| 一期      | 黄土岭      | Huangtuling               | 22134       | 587           | 4号线                         | 天心区 雨花区 | 2016年6月28日 | 地下二层一岛一侧式站台 | 上行右侧 下行左侧 |
| 一期      | 涂家冲      | Tujiachong                | 22964       | 830           | 不適用                        | 天心区 雨花区 | 2016年6月28日 | 地下二层岛式站台       | 左侧              |
| 一期      | 铁道学院    | Railway Campus(CSU)       | 24895       | 1931          | 不適用                        | 天心区        | 2016年6月28日 | 地下三层岛式站台       | 左侧              |
| 一期      | 友谊路      | Youyi Road                | 26327       | 1432          | 不適用                        | 天心区        | 2016年6月28日 | 地下二层岛式站台       | 左侧              |
| 一期      | 省政府·清风 | Provincial Government     | 27676       | 1349          | 不適用                        | 天心区        | 2016年6月28日 | 地下二层岛式站台       | 左侧              |
| 一期      | 桂花坪      | Guihuaping                | 29013       | 1337          | 不適用                        | 天心区        | 2016年6月28日 | 地下二层岛式站台       | 左侧              |
| 一期      | 大托        | Datuo                     | 30846       | 1833          | 不適用                        | 天心区        | 2016年6月28日 | 地下二层岛式站台       | 左侧              |
| 一期      | 中信广场    | Zhongxin Square           | 31820       | 974           | 长株潭城际铁路（S1） 先锋站   | 天心区        | 2016年6月28日 | 地下一层侧式站台       | 右侧              |
| 一期      | 尚双塘      | Shangshuangtang           | 33181       | 1361          | 不適用                        | 天心区        | 2016年6月28日 | 高架三层侧式站台       | 右侧              |

### 線網轉乘站

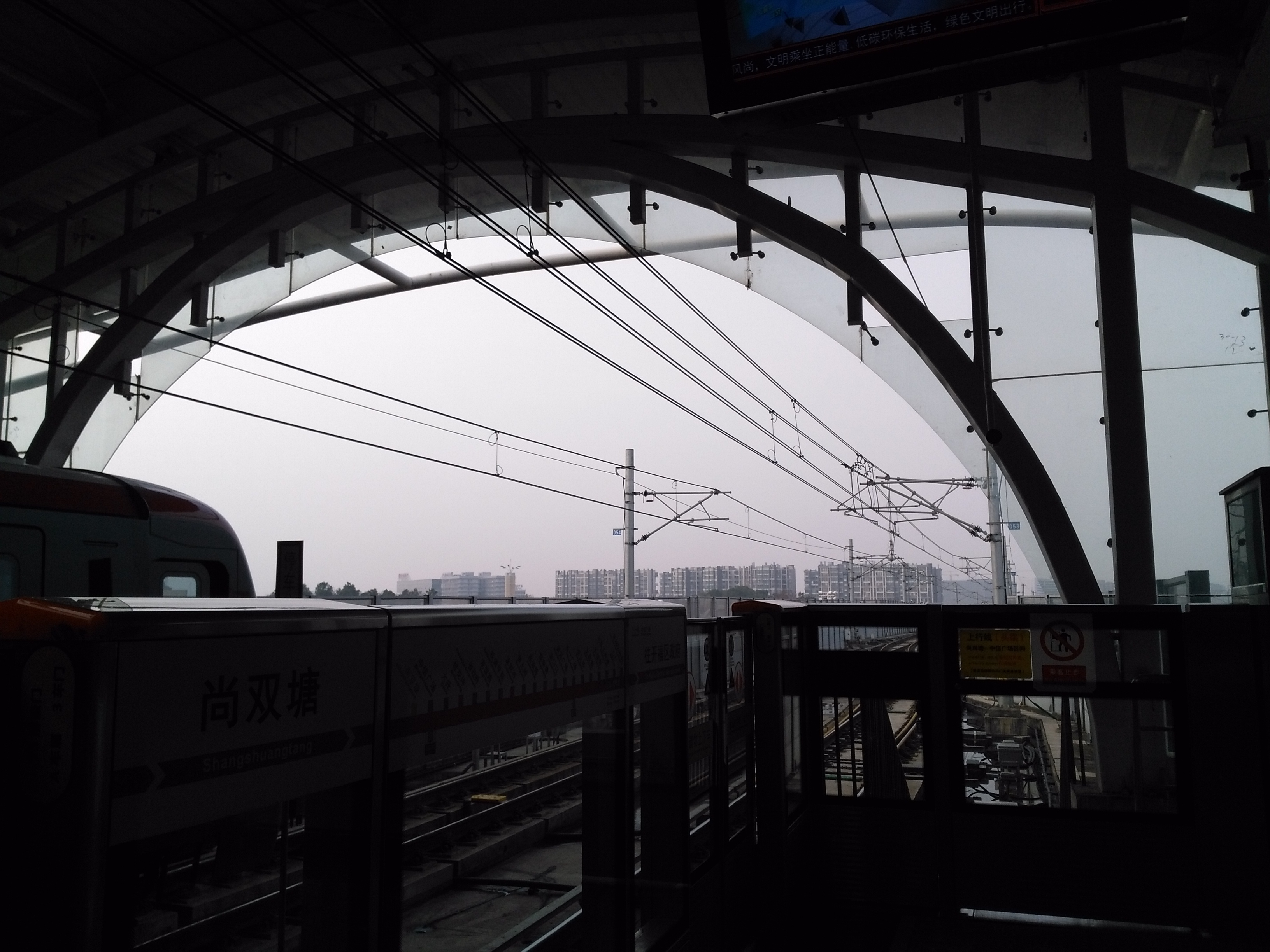
尚双塘高架站内景

- 五一廣場站：轉乘2號線。兩線同步建設，為十字型節點式轉乘，並設有1、2的聯絡線。
- 侯家塘站：轉乘3號線。建設時已作出預留，為平行轉乘。
- 黄土岭站：轉乘4號線，建設時已作出預留，為L型節點式轉乘。
- 文昌阁站：轉乘6號線，站厅换乘。
- 开福寺站：轉乘长株潭城际铁路（S1），出闸通道换乘。
- 中信广场站：轉乘长株潭城际铁路（S1），出闸换乘。

## 规划建设
1号线为南北向的轨道交通骨干线，与东西向已通车的2号线于五一广场交汇，形成长沙市轨道交通十字形核心构架，同时与长株潭城际线分别在开福寺站与中信廣場站二次交汇。
一期工程已完成总体设计、初步设计、土建招标设计。
2010年12月26日动工兴建一期工程，工程概算总投资142亿元，建设工期为5年，一期工程共分11个标段，确定了中铁十二局、中铁五局、中铁三局与中铁十六局等施工单位和广州轨道交通建设监理公司等3个监理单位。
2014年7月14日，侯家塘站主体完工。
2015年5月16日，长沙地铁1号线使用的永磁同步电机成功交付，这是中国首次将永磁同步电机装载在整列地铁车辆投入装车应用。
2015年10月11日全线隧道双向贯通，同年12月22日双向轨通，12月30日电通，2016年1月20日车通。
2016年3月21日试运行。
2016年6月28日开通试运营，可以在五一广场站换乘2号线。
北延线一期已于2020年9月开工。2023年9月13日，1号线北延一期工程地下段顺利实现全线“短轨通”，为后续“长轨通”及“电通”工程节点创造了有利条件。
北延线一期于2023年12月29日正式进入试运行阶段。
- 北延长线1号线湘绣城站施工标牌
- 宿龙桥站4号出入口

## 运营记事
- 2018年1月27日，受冻雨天气影响，1号线桂花坪站、大托站、中信广场站、尚双塘站暂停对外运营服务，采取公交接驳[7]。至当天12时28分，长沙地铁1号线全线恢复正常运营[8]。
- 2024年5月9日至6月4日[9]，因高架段全封闭式声屏障设施安装需要，1号线桂花坪站、大托站、中信广场站、尚双塘站暂停对外运营服务[10]，采取公交接驳[11][12]。

## 月台结构
和全线岛式月台的2号线不同，1号线的五一广场站、中信广场站、尚双塘站均为侧式月台，其中，中信广场的站厅和月台处于同一水平层；黄土岭站为岛侧式，岛式月台靠中间一侧为存车线，南下列车开左边门，北上列车开右边门。

## 图片

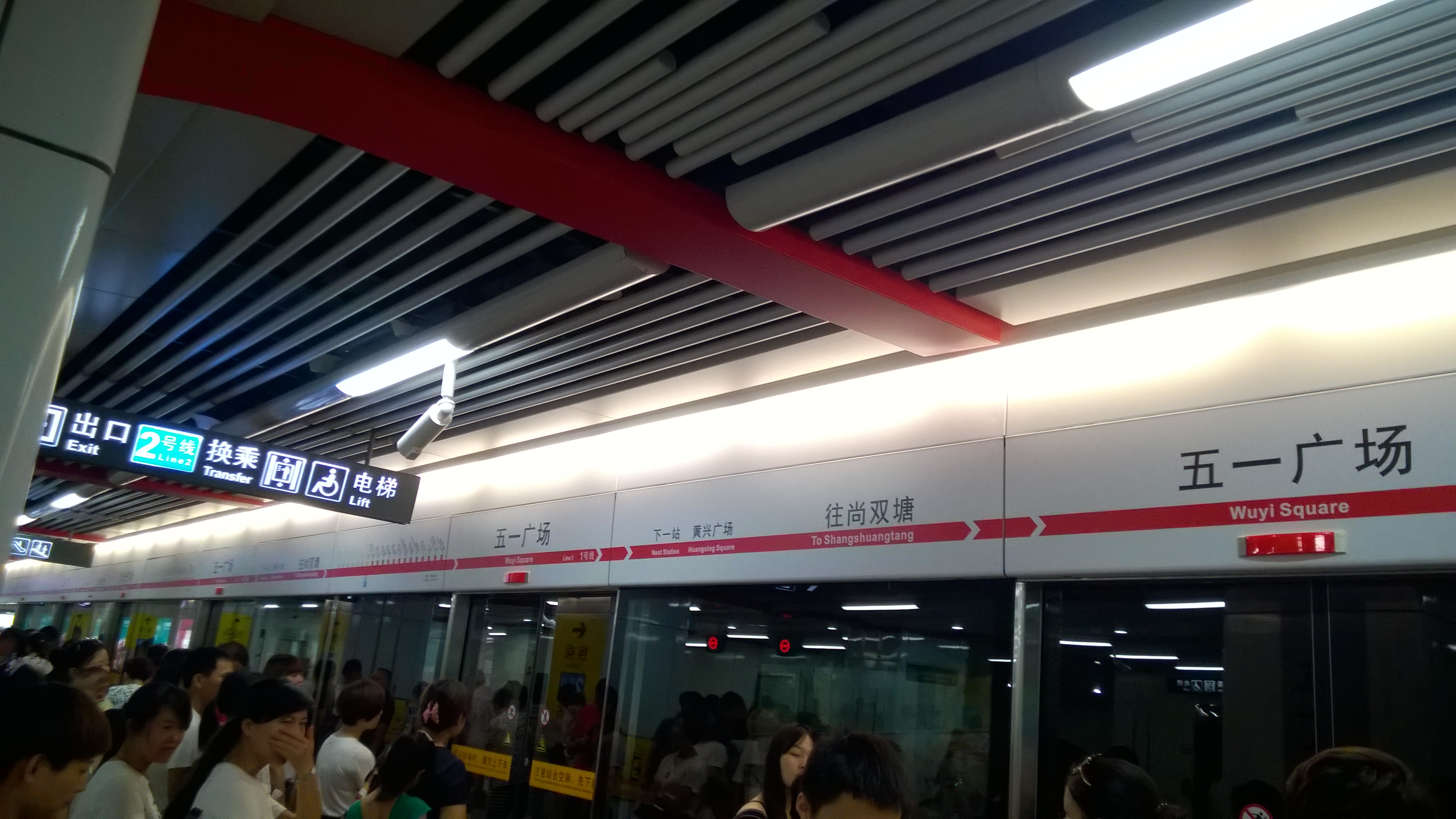
长沙地铁1号线外部

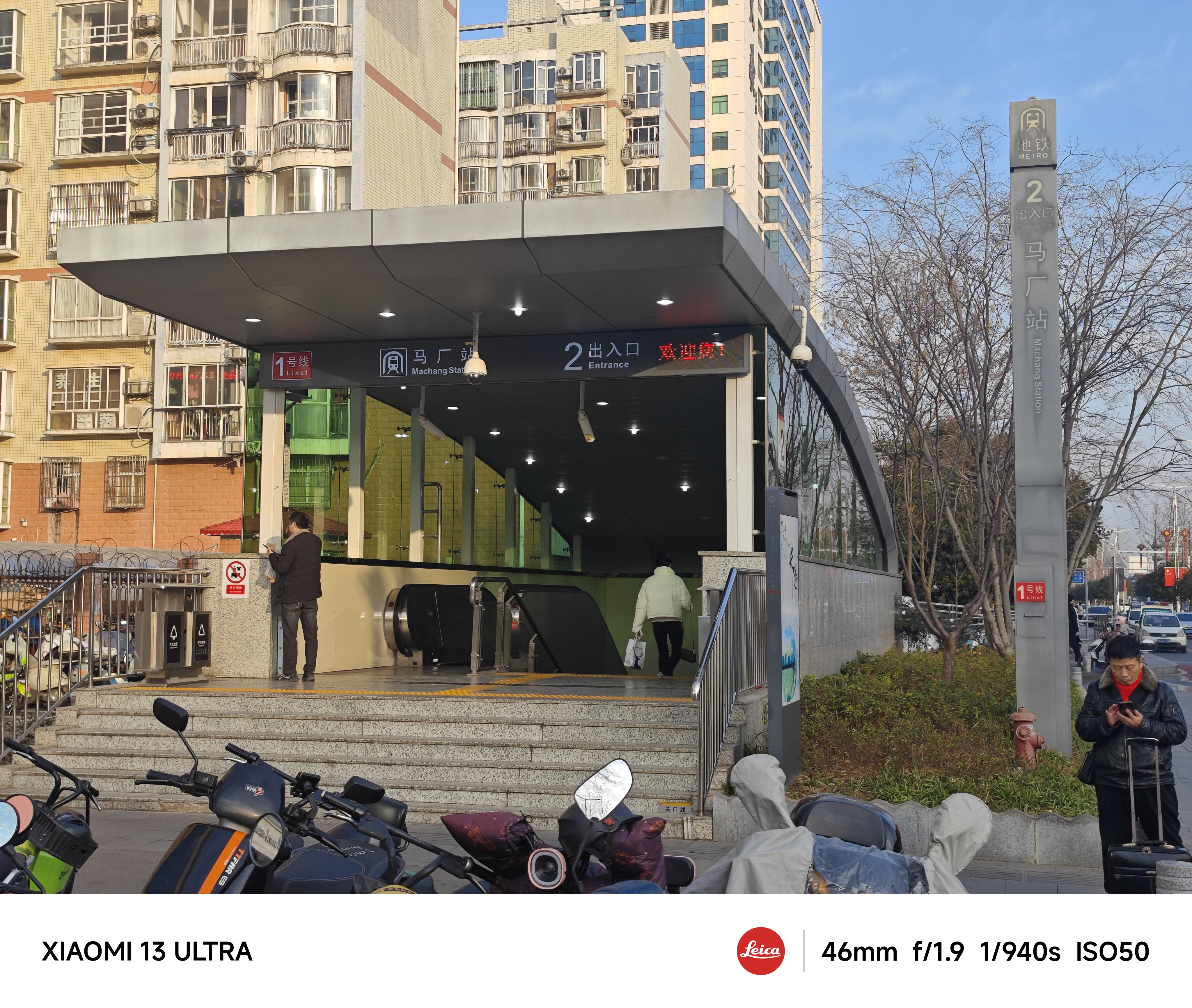
长沙地铁一号线马厂2号口